# Eugene Aynsley Goossens
Sir Eugene Aynsley Goossens (ur. 26 maja 1893 w Londynie, zm. 13 czerwca 1962 w Hillingdon) – brytyjski kompozytor i dyrygent pochodzenia belgijskiego.

## Życiorys
Wnuk pochodzącego z Belgii dyrygenta Eugène’a Goossensa (1845–1906) oraz syn dyrygenta i skrzypka Eugène’a Goossensa (1867–1958). Jego brat Léon Goossens (1897–1988) był oboistą, zaś siostry Marie (1894–1991) i Sidonie Goossens (1899–2004) harfistkami. Studiował w konserwatorium w Brugii (1903–1904), następnie uczył się w Liverpool College of Music. W 1907 roku dzięki otrzymanemu stypendium rozpoczął studia w Royal College of Music w Londynie, gdzie jego nauczycielami byli Achille Rivarde (skrzypce), John Dykes (fortepian), Charles Wood (teoria) oraz Charles Villiers Stanford (kompozycja). Od 1912 do 1915 roku grał jako skrzypek w Queen’s Hall Orchestra. Od 1912 roku występował także w Langley-Mukle Quartet, a następnie w założonym przez siebie Philharmonic String Quartet. W 1916 roku debiutował jako dyrygent operowy, prowadząc wykonanie The Critic Stanforda i do 1920 roku był asystentem Thomasa Beechama.
W 1921 roku założył własną orkiestrę, z którą dokonał brytyjskiego prawykonania Święta wiosny Igora Strawinskiego. W latach 1921–1923 dyrygował operą i baletem w londyńskim Covent Garden Theatre. Gościnnie dyrygował zespołem Ballets Russes Siergieja Diagilewa. W 1923 roku wyjechał do Stanów Zjednoczonych, gdzie dyrygował Rochester Philharmonic Orchestra (1923–1931) i Cincinnati Symphony Orchestra (1931–1947). W 1947 roku wyjechał do Australii, gdzie od 1947 do 1956 roku pełnił funkcję dyrektora New South Wales Conservatory of Music. W 1956 roku został aresztowany przez australijską policję za posiadanie materiałów pornograficznych i w atmosferze skandalu zwolniony z zajmowanego stanowiska, po czym wrócił do Anglii.
W 1955 roku otrzymał tytuł szlachecki. Opublikował Overture and Begginers: A Musical Autobiography (wyd. Londyn 1951).

## Twórczość
Jako dyrygent prowadził gościnnie czołowe orkiestry brytyjskie i amerykańskie. Szczególne miejsce w jego repertuarze zajmowały dzieła kompozytorów romantycznych i impresjonistycznych przełomu XIX i XX wieku. Jako kompozytor tworzył w różnorodnych stylach. Jego wczesne utwory cechują się radykalizmem technicznym, później tworzył odznaczające się liryzmem i emocjonalnością dzieła w idiomie neoklasycznym.

## Wybrane kompozycje
(na podstawie materiałów źródłowych)

### Utwory orkiestrowe
- 2 symfonie (I 1940, II 1946)
- Variations on a Chinese Theme (1911)
- Miniature Fantasy na smyczki (1911)
- poemat symfoniczny Perseus (1914)
- preludium symfoniczne Ossian (1915)
- 2 Sketches (1916)
- Kaleidoscope (1917)
- Tam O’Shanter: Scherzo (1917–1918)
- 4 Conceits (1918)
- Prelude to „Philip II” (1918)
- The Hurdy- Gurdy Man (1918–1920)
- Lyric Poem na skrzypce i orkiestrę (1919)
- The Eternal Rhythm (1920)
- Sinfonietta (1922–1923)
- Phantasy na smyczki (1923), także wersja na sekstet smyczkowy (1923)
- Concertino na podwójną orkiestrę smyczkową (1926, zrewid. 1929), także wersja na oktet smyczkowy (1929)
- Rhythmic Dance (1929)
- Koncert obojowy (1930)
- Variations on „Cadet Roussel” (1930)
- 3 Pictures na flet i orkiestrę (1935)
- Intermezzo z opery Don Juan de Mañara (1936)
- 2 Nature Poems (1937–1938)
- Phantasy Concerto na fortepian i orkiestrę (1941–1943)
- Phantasy Concerto na skrzypce i orkiestrę (1946–1948)
- Divertissement (1956–1960)

### Utwory kameralne
- 4 Sketches na flet, skrzypce i fortepian lub 2 skrzypiec i fortepian lub harfę (1913)
- Suita na flet, skrzypce i harfę lub 2 skrzypiec i harfę lub fortepian (1914)
- 5 Impressions of a Holiday na flet lub skrzypce, wiolonczelę i fortepian (1914)
- Phantasy String Quartet (1915)
- Kwartet smyczkowy (1915)
- 2 Sketches na kwartet smyczkowy (1916)
- Rhapsody na wiolonczelę i fortepian (1916)
- 2 sonaty skrzypcowe (I 1918, II 1930)
- Kwintet fortepianowy (1919)
- Lyric Poem na skrzypce i fortepian (1920)
- Fanfare for a Ceremony na 4 trąbki (1920)
- Phantasy Sextet na 3 skrzypiec, altówkę i 2 wiolonczele (1923), także wersja na orkiestrę smyczkową (1942)
- Concertino na oktet smyczkowy (1926, zrewid. 1929)
- Fanfare for Artists na 4 trąbki, 4 puzony, kotły i perkusję (1930)
- 3 Pictures na flet i fortepian (1935)

### Utwory fortepianowe
- Concert Study (1914)
- suita Kaleidoscope (1917)
- Nature Poems (1919)
- 4 Conceits (1920)
- Hommage à Debussy (1920)
- 2 Studies (1923)
- Capriccio (1960)

### Utwory wokalno-instrumentalne
- 2 Songs na głos i fortepian (1914)
- Deux Proses Lyriques na głos i fortepian (1916)
- 4 Songs na głos i fortepian (1917)
- Variations on „Cadet Roussel” na głos i fortepian (1918)
- Persian Idylls na głos i fortepian (1918)
- 2 Scotch Folk Songs na głos i fortepian (1918)
- 3 Songs na głos i fortepian lub kwartet smyczkowy (1920–1921)
- 4 Songs na głos i fortepian (1931)
- oratorium Apocalypse (1951)

### Utwory sceniczne
- balet L’Ecole en Crinoline (1921–1922)
- muzyka do sztuki East of Suez (1922)
- opera Judith (1926–1929, wyst. Londyn 1929)
- opera Don Juan de Mañara (1930–1935, wyst. Londyn 1937)